# Colpo in canna
Colpo in canna è un film del 1975, diretto da Fernando Di Leo. È una commistione tra il noir e la commedia. Nei titoli di testa appare la scritta Un divertimento in due tempi scritto da Fernando Di Leo.

## Trama
Nora Green è una hostess statunitense che arriva a Napoli. Con la scusa di una lettera, ricevuta dall'"americano", da consegnare a un boss della camorra, Nora si addentra nel sottobosco della malavita. S'innamora di Manuel, un ex pugile acrobata di un circo e infine riesce a raggirare tutti e se ne ritorna negli Stati Uniti, con i soldi e i suoi complici.

## Produzione
Fernando Di Leo non fu soddisfatto del risultato finale del film, come ha dichiarato: «Mi accorsi presto che l'equazione della donna-uomo non mi sarebbe riuscita, nel senso che non sarebbe venuta fuori con pregnanza, e premetti quindi il pedale della comicità... da qui l'ibrido: non divenne un film comico e neanche d'azione, ma solo abbastanza comico e d'azione qua e là».

## Distribuzione
Distribuito nei cinema italiani il 18 gennaio 1975, Colpo in canna ha incassato complessivamente 699 455 000 di lire dell'epoca.

## Collegamenti ad altre pellicole
- Il film Jackie Brown, diretto da Quentin Tarantino, è parzialmente ispirato al film di Di Leo.[3]